# 椎取神社
椎取神社（しいとりじんじゃ）は、東京都三宅村（三宅島）にある神社。
三宅島北東、周回道路である都道212号沿いに鎮座している。
式内社である志理太宜神社（しりたきじんじゃ）に比定されている。

## 祭神
- 志理太宜命（しりたきのみこと） - 事代主神（三島大明神）と后・佐伎多麻比咩命（御笏神社の祭神）の間の八王子の5番目の子「したい」に比定[2]。

## 旧社殿
現在の鳥居・社殿の南方至近に旧の鳥居・社殿があるが、2000年（平成12年）の噴火の際に泥流に埋もれてしまったため、その北方至近に現在の鳥居・社殿が建てられた。

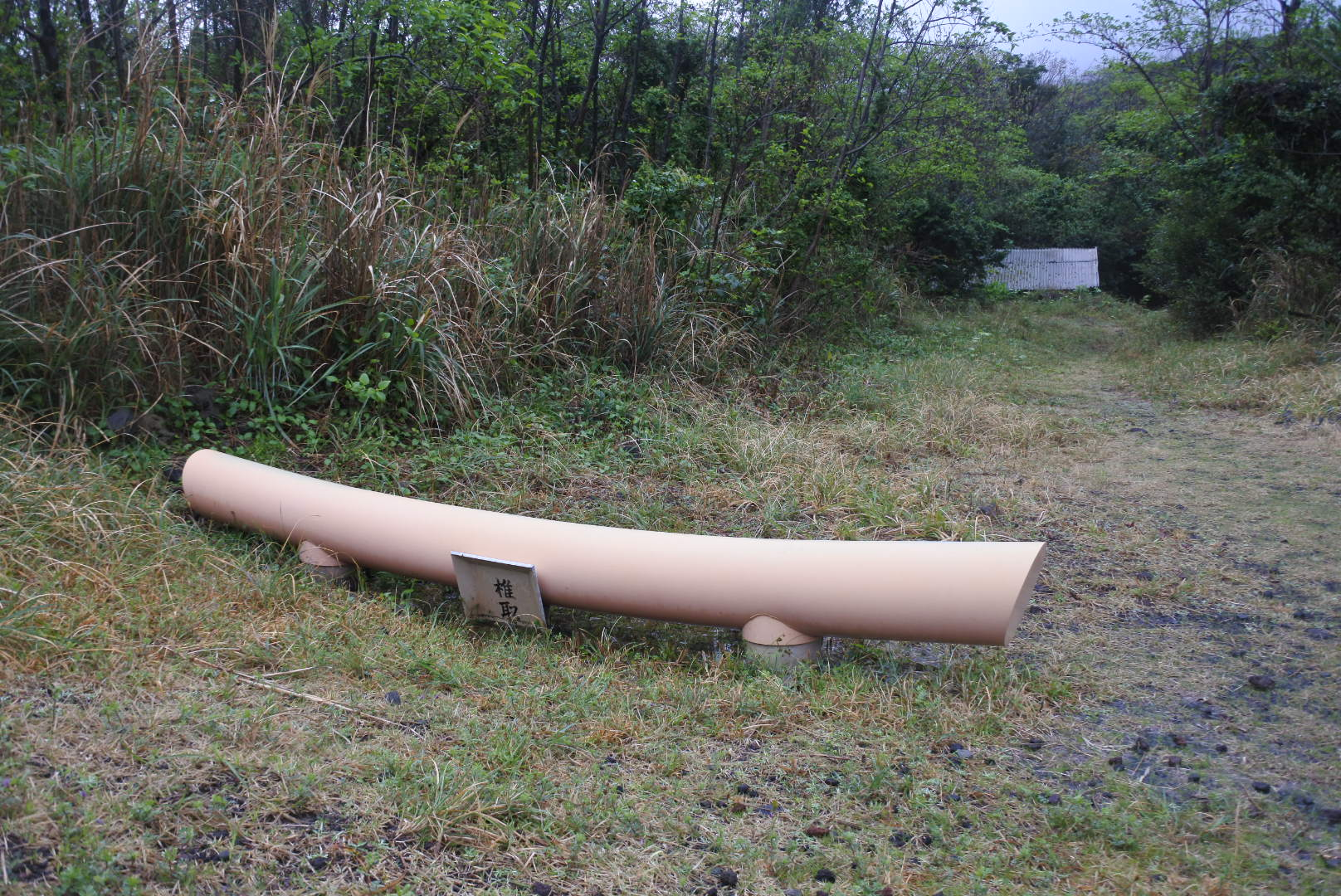
埋もれた「椎取神社」の旧鳥居・社殿